# Cauchas
Cauchas — род бабочек из семейства длинноусых молей (Adelidae).

## Описание
Основания усиков ближе к сложным глазам, чем друг к другу; усики самцов всегда без шипок в базальной части жгутика.

## Систематика
В составе рода:
- Cauchas albiantennella (Burmann, 1943)
- Cauchas anatolica (Rebel, 1902)
- Cauchas breviantennella Nielsen & Johansson, 1980
- Cauchas chrysopterella Küppers, 1980
- Cauchas fibulella (Denis & Schiffermüller, 1775)
- Cauchas florella (Staudinger, 1871)
- Cauchas leucocerella (Scopoli, 1763)
- Cauchas rufifrontella (Treitschke, 1833)
- Cauchas rufimitrella (Scopoli, 1763)
- Cauchas tridesma (Meyrick, 1912)
- Cauchas uhrikmeszarosiella (Szenz-Ivány, 1945)